# Jun
Jun (jap. じゅん, ジュン) – popularne imię japońskie noszone zarówno przez kobiety, jak i przez mężczyzn.

## Możliwa pisownia
Jun można zapisać używając wielu różnych znaków kanji i może znaczyć m.in.:
- 順, „być posłusznym”[1] (występuje też inna wymowa tego imienia: Aya)
- 純, „prawdziwy/czysty” (występuje też inna wymowa tego imienia: Atsushi)
- 潤, „wilgoć”
- 淳, „prawdziwy/czysty” (występują też inne wymowy tego imienia: Atsushi, Kiyoshi)
- 洵, „prawda”
- 隼, „sokół”
- 準, „reguła/standard” (występuje też inna wymowa tego imienia: Hitoshi)

## Znane osoby
- Jun (淳), gitarzysta japońskiego zespołu THE KIDDIE
- Jun Ashida (淳), japoński projektant mody
- Jun Fubuki (ジュン), japońska aktorka
- Jun Fukuda (純), japoński reżyser
- Jun Fukuyama (潤), japoński seiyū
- Jun Hayashi (潤), japoński polityk
- Jun Ichikawa (準), japoński reżyser i scenarzysta
- Jun Kaname (潤), japoński aktor
- Jun Kaneko (潤), japoński artysta tworzący z ceramiki
- Jun Kawada (順), japoński poeta tanka i przedsiębiorca
- Jun Konno (潤), japoński judoka
- Jun Maeda (准), japoński autor, kompozytor i mangaka
- Jun Masuo (遵), japoński aktor
- Jun Matsumoto (潤), japoński aktor oraz członek zespołu Arashi
- Jun Miyake (純), japoński kompozytor i trębacz
- Jun Mizusawa (潤), japońska seiyū
- Jun Mizutani (隼), japoński tenisista stołowy
- Jun Murakami (淳), japoński aktor
- Jun Nagao (淳), japoński kompozytor
- Jun Osakada (淳), japoński lekkoatleta, sprinter
- Jun Seba (淳, 1974–2010), japoński producent hip-hopowy, nagrywający pod pseudonimem Nujabes
- Jun Senoue (純), japoński gitarzysta, kompozytor ścieżek dźwiękowych do gier komputerowych i wideo
- Jun Shibuya (潤), były japoński skoczek narciarski
- Jun Shikano (潤), japońska seiyū
- Jun Shiraoka (順), japoński fotograf
- Jun Takami (順), japoński powieściopisarz i poeta
- Jun Takahashi, japoński model
- Jun Togawa (純), japońska piosenkarka, muzyczka i aktorka
- Jun Yamaguchi (淳), japoński kompozytor

## Fikcyjne postacie
- Jun Aoi (ジュン), postać z Martian Successor Nadesico
- Jun Ishigaki (筍), bohater mangi i anime Majin Tantei Nōgami Neuro
- Jun Kazama, jedna z bohaterek serii gier Tekken, matka Jina Kazamy, występuje w częściach: I, II oraz Tag Tournament
- Jun Kitami (淳), bohater mangi Wangan Midnight
- Jun Manjoume (準), postać z anime Yu-Gi-Oh! GX
- Jun Misugi, jeden z głównych bohaterów mangi i anime Kapitan Jastrząb
- Jun Sakurada (ジュン), główny bohater mangi i anime Rozen Maiden
- Jun Tao (潤), bohater mangi i anime Król szamanów
- Jun Yabuki (ジュン) / Żółta Czwórka, bohaterka serialu tokusatsu Chōdenshi Bioman